# خدرنق مقدوني
خدرنق مقدوني (الاسم العلمي: Cheiracanthium macedonicum) هو نوع من العنكبوتيات يتبع جنس الخدرنق من الفصيلة العناكب الكيسية.